# バレンシア港
バレンシア港（スペイン語: Puerto de Valencia）は、スペイン・バレンシア州バレンシア県バレンシアにある港湾。地中海に面しており、ヨーロッパにおける主要商業港に数えられている。
2018年のコンテナ貨物取扱量は5,128,855 TEUであり、スペイン国内第1位、ヨーロッパ第5位、世界第29位、地中海の港湾でも第1位だった。

## 歴史
1483年、アラゴン王フェルナンド2世はアントニ・ジョアンに対して、バレンシアのグラオ地区にフスタ木橋を建設する特権を与えた。バレンシア港の歴史はこの時にまでさかのぼることができる。この時から港湾を建設するためのさまざまな計画が立案されたが、トゥリア川の洪水や土砂の堆積などの問題が理由で、大きな進展はなかった。しかし、物資の取扱量は年々増加したことで、1679年には他の王国や主権国家との貿易特権が与えられた。1791年にはアメリカ大陸との貿易特権も与えられた。